# Muhammad ben Idris
Muhammad ben Idrîs (en berbère : ⵎⵓⵃⵎⵎⴷ ⵓ ⴷⵔⵉⵙ; arabe : مُحَمَّد بن إِدرِيس ) est un sultan idrisside qui règne de 828 à sa mort en 836. 

## Historique
Muhammad ben Idrîs est un des fils de Idrîs II auquel il succéde comme sultan idrisside en 828. Il règne jusqu’à sa mort en 836. 
D'après Ibn Abi Zar, la mère de Muhammad ben Idris était une berbère de la tribus des Nefoussa. Physiquement, le jeune prince est décrit comme un homme blond aux cheveux frisés. 
Régnant depuis Fès, il délègue une partie de ses pouvoirs à ses frères (à l'exception des trois plus jeunes), tout en gardant formellement une autorité sur l'ensemble du territoire. C'est ainsi qu'Omar gère les régions peuplées par les Ghomara et les Sanhadja, El-Kacem est sur Tanger, Ceuta et Tetouan, Hamza sur Oualili, Aïssa ibn Soleyman sur Tlemcen, Daoud sur le territoire d'Oran, Aïssa sur Salé et Azemmour, Yahia sur le Haouz, Ahmed sur Habt, Abdallah sur la Tadla. Cette délégation se traduira ultérieurement, dans les générations suivantes, par une dislocation de la partie du Maghreb sous autorité des Idrissides,,.

## Filiation et succession
Son fils aîné Ali ben Muhammad lui succède de 836 à 848. Celui-ci est lui-même remplacé par un autre de ses fils Yahya ben Muhammad de 848 à 864.

## Source
- Charles-André Julien, Histoire de l’Afrique du Nord, des origines à 1830, édition originale 1931, réédition Payot, Paris, 1994
- Site Internet en arabe http://www.hukam.net/